# 五龍城
五龍城（ごりゅうじょう）は、広島県安芸高田市甲立にあった日本の城（山城）。広島県指定史跡。

## 概要
五龍城は可愛川と本村川の合流地点に突き出したような半島状の丘陵に築かれた城で、尾根を堀切で断ち切った連郭式の山城である。本の丸は石垣が現存しており、搦手となる西には大きく深い堀切を設け、背後を固めている。現在でも石垣や井戸、土塁等が存在しており、標高も高くないため、中世の山城としては探索しやすい場所である。現在は宍戸神社が建っており、その五龍城の真下を国道54号線が通過している。

## 沿革

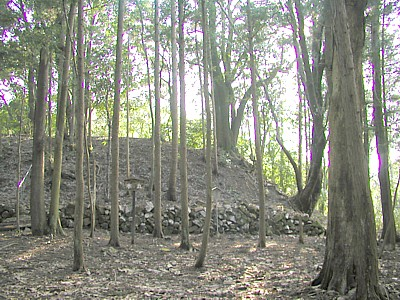
五龍城の石垣跡

五龍城を築城した宍戸氏は源頼朝の御家人である八田知家の子孫である。八田知家は鎌倉幕府で要職を務め、常陸国や下野国、安芸国に所領を得た。その八田知家の四男・八田家政が常陸国宍戸を本拠としたため、宍戸を名字とする。
統治初期は代官による安芸国支配を行っていたが、宍戸朝家は鎌倉時代末期に安芸国甲立荘に下向して土着し、ここに安芸宍戸氏が始まった。安芸に下向した直後は近隣にある柳ヶ城を居城としていたが、南北朝時代に五龍城を築いて移った。この時、水が不足したため、五龍王を勧請して祈願したところ井戸水が湧きだした。これを大いに喜んだ宍戸朝家は城を五龍城と名付け、五龍城は宍戸氏の居城となる。
戦国時代になると近隣との勢力争いが起こり、宍戸氏はこの城を中心に勢力を拡大していった。やがて毛利氏とも争うようになったが、天文2年（1533年）、当主宍戸隆家は毛利元就と和睦し、元就の長女（五龍局）と結婚した。これ以後、宍戸氏は毛利氏の重臣として活躍し、毛利氏の勢力拡大に一助をなした。
慶長5年（1600年）の関ヶ原の戦いの後、当主宍戸元続も毛利氏の防長移封に従い、萩へと去った。そして五龍城は廃城となり、安芸宍戸氏と五龍城の歴史は終わりを迎えた。
1971年（昭和46年）4月30日に広島県の史跡となった。